# Liste des monuments historiques de Boortmeerbeek
Cette page regroupe l'ensemble des monuments classés de la ville de Boortmeerbeek.
| Objet                                   | Statut du classement? | Année de construction/architecte | Section communale | Adresse             | Coordonnées                      | Numéro d'inventaire | Illustration |
| --------------------------------------- | --------------------- | -------------------------------- | ----------------- | ------------------- | -------------------------------- | ------------------- | ------------ |
| (nl) Hoeve "Sint-Jozefshof"             | OB000990              |                                  | Boortmeerbeek     | Langedonckstraat 16 | 50° 57′ 32″ nord, 4° 34′ 30″ est | 39837               | Téléverser   |
| (nl) Kasteel van Schiplaken             |                       |                                  | Hever             | Kasteeldreef 5      |                                  | 41003               | Téléverser   |
| (nl) Kasteel van Schiplaken             |                       |                                  | Hever             | Kasteeldreef 6      |                                  | 41003               | Téléverser   |
| (nl) Kasteel "Trianon"                  |                       |                                  | Hever             | Stationsstraat 9    | 50° 59′ 42″ nord, 4° 31′ 56″ est | 41020               | Téléverser   |
| (nl) Parochiekerk Sint-Antonius Abt     |                       |                                  | Boortmeerbeek     | Dorpplaats          | 50° 58′ 52″ nord, 4° 34′ 21″ est | 41579               | Téléverser   |
| (nl) Parochiekerk Onze-Lieve-Vrouw      | OB000161              |                                  | Hever             | Heverplein 4        | 50° 59′ 33″ nord, 4° 33′ 22″ est | 41580               | Téléverser   |
| (nl) Pastorie                           | OB000159 · OB000160   |                                  | Hever             | Ravesteinstraat 22  | 50° 59′ 39″ nord, 4° 33′ 23″ est | 41582               | Téléverser   |
| (nl) Watermolen en molenaarswoning      | OB000989 · OB001748   |                                  | Boortmeerbeek     | Pastorijstraat 17   |                                  | 200195              | Téléverser   |
| (nl) Dubbelse schutsluis met uitrusting | OB000013              |                                  | Boortmeerbeek     | Sas                 |                                  | 200275              | Téléverser   |